# Alexander Perls
Alexander Perls Rousmaniere est un musicien et réalisateur artistique de disques américain né le 11 mai 1976. Ses principaux projets sont 009 Sound System et Aalborg Soundtracks dont les chansons sont entièrement écrites, interprétées et produites par lui.
Les chansons de Perls alternent les thèmes de la dance de la transe et de la Musique religieuse.
Perls vit actuellement en Californie, à Los Angeles. Il produit des titres pour les dancefloors européens, en association avec d'autres DJ tels que Joachim Garraud, FXF ou David Guetta.

## 009 Sound System
Alexander Perls souhaite à la fin de 2007 former son propre sound system. L'artiste, peu habitué à se mettre en avant sur scène, à l'inverse d'autres DJs, éprouve une admiration pour ces collectifs et artistes solos dans le monde de l'électronique qui officient lors de grandes raves ou de free parties, toujours entourés par une armada d'enceintes et de platines. 009 Sound System est fondé en 2007, et développé au travers de Track One Recordings, un label visant à produire la musique électronique sur les pistes de danse nord-américaines.
Cette influence de groupes tels que LCD Soundsystem ou The Wild Bunch se ressent donc de fait dans le nom de son projet (009 Sound System), mais aussi dans le style musical de ses compositions. En effet, on retrouve dans les morceaux studios d'Alexander Perls des effets communément utilisés lors des free parties, à savoir beaucoup de réverbération, et un voice transformer récurrent.
Le projet 009 Sound System a permis à Perls de connaitre une nouvelle notoriété grâce aux chansons With A Spirit et surtout Dreamscape. Il est certain que la licence du titre - qui autorise à utiliser la musique de Dreamscape pour tout projet non-commercial en ligne - a largement contribué à cet essor, notamment via YouTube.
Alexander Perls semble mettre actuellement le projet 009 Sound System en pause : rien d'officiel n'a été annoncé, toutefois, aucun nouveau titre n'a été produit depuis la sortie du volume 1. Perls s'occupe de nombreux autres projets en parallèle, notamment avec des DJ européens et nord-américains. Mais ne sortira aucun single.

## Anex Trax Volume 1
Comme son nom l'indique, cet album se trouve constitué, de fait, par plusieurs enregistrements que Perls avait effectué en prévision de la sortie du volume 1 de 009 Sound System. Toutefois, toutes les musiques présentées ne sont pas toutes "signées" sous le nom 009 Sound System, mais aussi sous d'autres noms de projets de Perls. C'est pourquoi l'album, sans être une compilation, il ne se limite en fait pas aux titres exposés ci-dessus. Le single With a Spirit qui ne figure sur aucun album officiel, connaît un certain succès, à l'instar de Dreamscape, grâce à YouTube et la possibilité laissée de monter une vidéo non-commerciale avec cette musique en fond sonore.

## Discographie

### Albums
- Annex Trax, Vol. 1 (2008)
- Track One Recordings: Vol. 1[5] (2009)

1. Beat Of The Moment
2. Dreamscape
3. The Dark Empire
4. The Hero Waits
5. Database
6. Holiday (So High)
7. Sonia
8. Sweet Mary (Talks To You)
9. The Pull
10. Transfiguration
11. Radio Station
12. Of Latter Days
13. Maximalist
14. Stor
15. The Drive

- The Hits[6] (2010)

1. Beat Of The Moment (Remastered)
2. The Hero Waits (Remastered)
3. Dreamscape (Remastered)
4. Space And Time (Remastered)
5. Holy Ghost (Remastered)
6. Trinity (Remastered)
7. Speak To Angels (Remastered)
8. Standing Stones (Remastered)
9. With A Spirit (Remastered)
10. Number Two (Remastered)
11. Shine Down (Remastered)
12. Born To Be Wasted (Remastered)
13. Killer With A Thousand Faces (Remastered)
14. Solo (Remastered)
15. Violate (Remastered)
16. Holiday (So High)
17. Sweet Mary
18. High All Day

### EPs
- Holy Ghost (2010)

### Singles
- Space and Time (2006)
- Music and You (2007)
- Trinity (2009)
- Speak to Angels (2009)
- Within a Single (2009)
- When You're Young (2011)
- Dream We Knew (2011)
- Powerstation (2011)
- Wings (extended edit) (2012)
- Beat of the Moment (2010)
- The Hero Waits (Remasterisé) (2014)

## Filmographie
- Dreamscape - Les chevaliers du ciel - France - 2005